# Zirkastadion
Het Zirkastadion (Oekraïens: Зірка) is een multifunctioneel stadion in Kropyvnytsky, een stad in Oekraïne.
Het stadion werd geopend in 1934. In het stadion ligt een grasveld van 205 bij 68 meter. In het stadion is plaats voor 14.000 toeschouwers.  Het stadion wordt vooral gebruikt voor voetbalwedstrijden, de voetbalclub Zirka Kropyvnytsky maakt gebruik van dit stadion.